# Reederei Bockstiegel
W. Bockstiegel Reederei GmbH & Co. KG ist eine Reederei und Projektierungs-Gesellschaft in Emden/Ostfriesland.
Kapitän Werner Bockstiegel gründete 1983 in Emden die Bockstiegel Bereederungs GmbH für Schifffahrtsgeschäfte aller Art. Schwerpunkt waren Projekte von Schiffsneubauten sowie deren kaufmännische und technische Betreuung. Seit 2000 arbeitet das Unternehmen als W. Bockstiegel Reederei GmbH & Co. KG und betreut nach wie vor Schiffsneubauten. Schwerpunkt des Unternehmens ist der Betrieb einer Flotte von rund 60 Frachtschiffen.

## Unternehmensstruktur
Bockstiegel beschäftigt nach eigenen Angaben rund 50 Landmitarbeiter in Emden und in seiner Niederlassung in Hamburg sowie etwa 1000 Seeleute auf den Schiffen. Letztere werden überwiegend über eine Crewingfirma beschäftigt.
Das Unternehmen arbeitet eng mit der EMS ConBulk Befrachtungs GmbH & Co. KG in Leer zusammen, die zuständig ist für die Befrachtung und Vermarktung von Containerschiffen, Mehrzweck- und Schwergutfrachtern. Ein Teil der Flotte wird von der ebenfalls in Leer ansässigen zur Briese Gruppe gehörenden Firma BBC Chartering & Logistics GmbH in Zeitcharter beschäftigt. Für die Befrachtung der kleineren Mehrzweckfrachter ist Meerpahl & Meyer GmbH in Hamburg verantwortlich.
Das Unternehmen hat eine Niederlassung in Hamburg und wickelt das Frachtmanagement über die unternehmenseigene EMSConBulk Befrachtungs GmbH ab.
Im September 2024 stellte die Reederei einen Insolvenzantrag.

## Flotte
Bockstiegel bereedert verschiedenste Schiffsklassen- und typen:
- Massengutfrachter (Schüttgutfrachter)
- Containerschiffe
- Mehrzweckschiffe
- Schwergutfrachter

## Zwischenfälle
Am 28. Februar 2012 wurde bei dem Neubau BBC Coral die Tandembeladung durch die beiden schiffseigenen NMF-Schwergutkräne mit einer 800-Tonnen-Last getestet. Das Schiff holte dabei stark nach Steuerbord über. Dadurch riss der Ausleger des vorderen Kranes ab, infolgedessen schlug die Last auf das Schiff. Das Schiff gehört zur BBC-Amber-Klasse, einer 17 Schwergutfrachter umfassenden Schiffsklasse, von denen 14 an Bockstiegel gehen.
Am 13. April 2012 wurde der von einer ukrainischen Firma gecharterte Frachter Atlantic Cruiser (ex BBC Italy) der Reederei Bockstiegel kurz vor Erreichen eines syrischen Hafens gestoppt. Der Mehrzweckfrachter des Typs Stocznia Gdanska 8203 soll zuvor im Hafen von Dschibuti von einem iranischen Frachter schweres Militärgerät und Munition für das syrische Regime übernommen haben. Das Schiff schaltete am 14. April seinen Transponder ab und konnte nicht mehr geortet werden. In der Nacht vom 17. zum 18. April 2012 lief es den türkischen Hafen İskenderun an und wurde dort von den Behörden untersucht. Bei der Durchsuchung durch türkische Behörden wurden kein Militärgerät oder Waffen gefunden, wie von offizieller Seite (deutsche und türkische Behörden) bestätigt wurde.
Am 7. April 2019 gegen 06:45 Uhr kollidierte die zur BBC-Amber-Klasse zählende BBC Amethyst mit dem Schleusenleitstand der Holtenauer Schleuse des Nord-Ostsee-Kanals. Die zwei im Leitstand anwesenden Personen blieben unverletzt und das Schiff konnte wenige Stunden später seine Reise von Norrköping (Schweden) nach Rotterdam (Niederlande) fortsetzten.